# Пляцина
Пляци́на — село в Україні, у Барській міській громаді Жмеринського району Вінницької області. До 2020 орган місцевого самоврядування — Войнашівська сільська рада.
Населення становить 383 особи (станом на 2001 рік). Село розташоване за 1,7 кілометра від центру громади м. Бар.

## Історія
12 червня 2020 року, відповідно до Розпорядження Кабінету Міністрів України № 707-р «Про визначення адміністративних центрів та затвердження територій територіальних громад Вінницької області», увійшло до складу Барської міської громади.
19 липня 2020 року, в результаті адміністративно-територіальної реформи та ліквідації Барського району, село увійшло до складу Жмеринського району.

## Географія
Село Пляцина лежить за 1,7 км на південь від центру територіальної громади, фізична відстань до Києва — 238,4 км.
Селом протікає Безіменна річка, права притока Рову.
| Клімат Пляцини          | Клімат Пляцини | Клімат Пляцини | Клімат Пляцини | Клімат Пляцини | Клімат Пляцини | Клімат Пляцини | Клімат Пляцини | Клімат Пляцини | Клімат Пляцини | Клімат Пляцини | Клімат Пляцини | Клімат Пляцини | Клімат Пляцини |
| Показник                | Січ.           | Лют.           | Бер.           | Квіт.          | Трав.          | Черв.          | Лип.           | Серп.          | Вер.           | Жовт.          | Лист.          | Груд.          | Рік            |
| Середній максимум, °C   | −2,2           | −0,6           | 4,4            | 13,3           | 19,6           | 22,6           | 24,0           | 23,5           | 19,3           | 12,6           | 5,2            | 0,2            | 11,8           |
| Середня температура, °C | −5,5           | −3,9           | 0,6            | 8,2            | 14,0           | 17,2           | 18,7           | 18,0           | 13,9           | 8,1            | 2,3            | −2,4           | 7,4            |
| Середній мінімум, °C    | −8,7           | −7,2           | −3,2           | 3,2            | 8,5            | 11,9           | 13,4           | 12,5           | 8,6            | 3,7            | −0,5           | −5             | 3,1            |
| Норма опадів, мм        | 35             | 34             | 31             | 51             | 69             | 102            | 99             | 65             | 52             | 33             | 39             | 42             | 652            |
| ----------------------- | -------------- | -------------- | -------------- | -------------- | -------------- | -------------- | -------------- | -------------- | -------------- | -------------- | -------------- | -------------- | -------------- |
| Джерело:                |                |                |                |                |                |                |                |                |                |                |                |                |                |

## Населення
Станом на 1989 рік у селі проживало 368 осіб, серед них — 149 чоловіків і 219 жінок.
За даними перепису населення 2001 року в селі проживали 383 особи. Рідною мовою назвали:
| Мова       | Кількість осіб | Відсоток |
| ---------- | -------------- | -------- |
| українська | 376            | 98,17 %  |
| російська  | 4              | 1,04 %   |
| молдовська | 1              | 0,26 %   |
| румунська  | 1              | 0,26 %   |
| інші       | 1              | 0,27 %   |

## Відомі люди
- Єсипенко Юрій Олексійович (1986—2022) — український військовий, учасник російсько-української війни[9]